# 2S4 Tyulpan
24 Tyulpan (ofta stavas Tulpan, ryska: 2С4 «Тюльпан»; engelska: tulip) är ett sovjetiskt mobilt artilleri. "24" är dess GRAU beteckning.
Det identifierades för första gången 1975 i den sovjetiska armén och fick beteckningen M-1975 av Nato. Besättningen består av fyra man, men en femte är nödvändig för att hantera avfyrningsmekanismen. 
Artilleriet har en räckvidd på 9 650 meter men det finns specialammunition med en möjlig räckvidd på 20 000 meter. På grund av artilleriets storlek och ammunitionens vikt (130 kg för en standardgranat) har den en långsam avfyrningshastighet: en granat per minut. 
Förutom de högexplosiva granaterna kan den avfyra pansarbrytande och kemiska granater. Den kan även avfyra granater med kärnvapenladdning. Den kan också avfyra "Smel'chak" ("Daredevil"), en laserstyrd granat. Cirka 450 pjäser finns för närvarande.